# Pucciniastrum goeppertianum
Pucciniastrum goeppertianum är en svampart som först beskrevs av Kuehn, och fick sitt nu gällande namn av Heinrich Klebahn 1904. Pucciniastrum goeppertianum ingår i släktet Pucciniastrum och familjen Pucciniastraceae.   Inga underarter finns listade i Catalogue of Life.